# Giro de Lombardía 1995
El Giro de Lombardía 1995, la 89.ª edición de esta clásica ciclista, se disputó el 21 de octubre de 1995, con un recorrido de 250 km entre Varese y Bérgamo. El italiano Gianni Faresin consiguió imponerse en la línea de llegada. Los también italianos Daniele Nardello y Michele Bartoli acabaron segundo y tercero respectivamente.

## Clasificación final
| Posición | Ciclista             | Equipo                  | Tiempo     |
| -------- | -------------------- | ----------------------- | ---------- |
| 1        | Gianni Faresin       | Lampre-Panaria          | 5h 49' 02" |
| 2        | Daniele Nardello     | Mapei-GB                | + 19"      |
| 3        | Michele Bartoli      | Mercatone Uno-Saeco     | m. t.      |
| 4        | Rolf Sørensen        | MG Maglificio-Technogym | + 56"      |
| 5        | Stefano Zanini       | Gewiss-Ballan           | +1' 02     |
| 6        | Claudio Chiappucci   | Carrera-Tassoni         | m. t.      |
| 7        | Francesco Casagrande | Mercatone Uno-Saeco     | m. t.      |
| 8        | Pascal Richard       | MG Maglificio-Technogym | m. t.      |
| 9        | Roberto Pistore      | Polti-Vaporetto         | m. t.      |
| 10       | Felice Puttini       | Refin-Cantina Tollo     | m. t.      |